# Нейтрализм
Нейтрализм — межвидовое взаимодействие биотических факторов, при котором оба вида не оказывают никакого воздействия друг на друга, например волк и крот. В природе истинный нейтрализм крайне редок или даже невозможен, поскольку между всеми видами возможны  взаимоотношения: например, если волк съест кабана, то тот не сможет съесть червя, которого сможет съесть крот — таким образом, снижая популяцию кабанов, волки увеличивают численность кротов. В связи с этим понятие нейтрализма часто распространяют на случаи, когда взаимодействие между видами слабое или несущественное. Например: белка и лось, рост штаммов стрептококк и лактобактерий.